# Caio Cúrcio Filão
Caio Cúrcio Filão (em latim: Caius Curtius Philo) foi um político da gente Cúrcia nos primeiros anos da República Romana eleito cônsul em 445 a.C. com Marco Genúcio Augurino.

## Consulado
Membro do ramo Filão da antiga gente Cúrcia, Caio foi eleito cônsul em 445 a.C. Por ordem do Senado, mandou consagrar e cercar um local específico no Fórum Romano considerado sagrado pela religião romana, pois ali havia caído um raio. No local, ele mandou construir um poço em blocos de tufo que ainda hoje está no local. Por causa disto, o local passou a se chamar Lacus Curtius, uma lembrança também do charco que existia no local (existem outras tradições para a origem do nome).
Durante o seu consulado intensificou-se a luta política entre patrícios e plebeus, com os primeiros a defender seus próprios privilégios, impedindo ou atrasando as propostas de modificação do ordenamento jurídico e os segundos, liderados pelas propostas dos tribunos da plebe, entre os quais o mais combativo era Caio Canuleio, queriam obter mais concessões resistindo aos alistamentos convocados pelos cônsules para enfrentar ps frequentes raides dos povos vizinhos.
No final, os tribunos da plebe conseguiram passar a Lex Canuleia, que eliminava a proibição de matrimônios entre patrícios e plebeus, e conseguiram que, no seguinte, fossem eleitos três tribunos consulares, um cargo da magistratura que podia ser ocupado tanto por patrícios quanto por plebeus.